# شنانة (القفر)

تعديل مصدري - تعديل

شنانة محلة تابعة لقرية بني عمران، التابعة لعزلة بني مبارز بمديرية القفر إحدى مديريات محافظة إب في الجمهورية اليمنية، بلغ تعداد سكانها 50 حسب تعداد اليمن لعام 2004.